# Charles Berstad
Einar Charles Berstad (29 novembre 1964) è un allenatore di calcio ed ex calciatore norvegese, di ruolo difensore.

## Carriera

### Giocatore

#### Club
Giocò, a livello giovanile, per Disenå e Skarnes. Dal 1983 al 1992 vestì la maglia del Kongsvinger. Successivamente militò nel Bodø/Glimt e nuovamente al Kongsvinger. Totalizzò 303 presenze nella massima divisione norvegese.
Emigrò poi in Danimarca per giocare nel Midtjylland, all'epoca noto come Ikast.
Dall'estate 1999 fino al termine della stagione 2000 fu un calciatore dello HamKam.
Il 2002 fu l'ultimo anno che lo vide in campo, con la casacca dello Hamar.

### Allenatore
Nel 2001 fu nominato allenatore dello HamKam, mentre nel 2002 tornò anche al calcio attivo ricoprendo il ruolo di player-manager allo Hamar. Nei due anni seguenti fu il tecnico del Fauske/Sprint. Allenò in seguito Nybergsund-Trysil e Mo.